# بيتر زيفيتش
بيتر زيفيتش (بالإنجليزية: Peter Zivic)‏ (26 مارس 1901 – 1987) هو ملاكم أمريكي راحل، مثّل بلاده في الألعاب الأولمبية الصيفية 1920.

## روابط خارجية
بيتر زيفيتش على موقع أوليمبيديا (الإنجليزية)